# Ictonyx

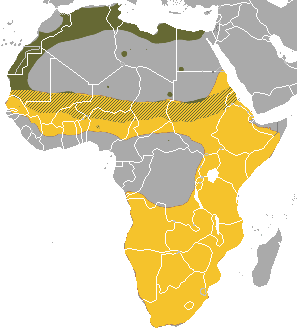
Verbreitungsgebiete der zwei Ictonyx-Arten, dunkelgrün – Libysches Streifenwiesel, gelb – Zorilla

Ictonyx ist eine in Afrika lebende Raubtiergattung aus der Familie der Marder (Mustelidae), wo sie zur Unterfamilie Ictonychinae gezählt wird. Es gibt zwei Arten:
- Der Zorilla (Ictonyx striatus) kommt in ganz Afrika südlich der Sahara mit Ausnahme der west- und zentralafrikanischen Regenwälder vor.
- Das Libysche Streifenwiesel (Ictonyx libyca) lebt in trockenen Gebieten am Rand der Sahara.

## Merkmale
Wie die meisten Marder besitzen Ictonyx-Arten einen langgestreckten Körper mit kurzen Beinen. Der Zorilla erreicht eine Kopfrumpflänge von 28 bis 38 cm und hat einen 16,5 bis 28 cm langen Schwanz. Männchen wiegen 800 bis 1200 g, Weibchen sind mit einem Gewicht von 420 bis 750 g deutlich leichter. Das Libysche Streifenwiesel erreicht eine Kopfrumpflänge von 20,7 bis 26 cm, hat einen 11,4 bis 18 cm langen Schwanz und erreicht ein Gewicht von 200 bis 600 g. Männliche Streifenwiesel sind ein wenig größer als die Weibchen. Beide Arten stechen durch ihre kontrastreiche Färbung mit weißen Streifen auf schwarzem Grund hervor. Die Schnauzen beider Arten sind kurz. Das Gebiss besteht aus 34 Zähnen und bildet folgende Zahnformel: {\displaystyle {\frac {3.1.3.1}{3.1.3.1}}}.

## Lebensweise
Ictonyx-Arten sind einzelgängerisch und nachtaktiv. Sie ernähren sich von Nagetieren, Vögeln, kleinen Reptilien, von Vogel- und Reptilieneiern und von Insekten. Die Weibchen bekommen nach einer Tragzeit von 36 oder 37 Tagen ein bis drei Junge.